# مقاطعة لاكاوانا (بنسلفانيا)
مقاطعة لاكاوانا (بالإنجليزية: Lackawanna County, Pennsylvania)‏ هي إحدى مقاطعات ولاية بنسيلفانيا في الولايات المتحدة. بلغ عدد سكانها 214437 نسمة في عام 2010 حسب إحصاء مكتب تعداد الولايات المتحدة.

## أعلام
- ألان جونز
- هارولد جاي غيبونز
- دونالد إم. كاربنتر
- ريك كاسيدي

## وصلات خارجية
- www.lackawannacounty.org